# La Habra Heights
La Habra Heights, fundada en 1978, es una ciudad ubicada en el condado de Los Ángeles en el estado estadounidense de California. En el año 2000 tenía una población de 5,712 habitantes y una densidad poblacional de 356.0 personas por km².

## Geografía
Según la Oficina del Censo, la ciudad tiene un área total de 16,05 km² (6,2 mi²), de la cual 16,05 km² (6,2 mi²) es tierra y 0 km² (0 mi²) (0%) es agua.

### Localidades adyacentes
El siguiente diagrama muestra a las localidades en un radio de 8 kilómetros (5 mi) de La Habra Heights.

## Demografía
Según la Oficina del Censo en 2000 los ingresos medios por hogar en la localidad eran de $101,080, y los ingresos medios por familia eran $103,647. Los hombres tenían unos ingresos medios de $79,004 frente a los $41,981 para las mujeres. La renta per cápita para la localidad era de $47,258. Alrededor del 3.4% de la población estaban por debajo del umbral de pobreza.